# Brežice
Brežice (njemački: Rann) su grad i središte istoimene općine u istočnoj Sloveniji. Nalaze se u blizini granice s Hrvatskom u pokrajini Štajerskoj i statističkoj regiji Donjoposavskoj. Na području općine je dvorac Mokrice.

## Gospodarstvo
Kod Brežica je 2. listopada 2017. puštena u rad HE Brežice, peta od šest hidroelektrana na donjem toku rijeke Save u Sloveniji. Elektrana je protočno-akumulacijskog tipa, s tri kaplan vertikalna agregata. Kapaciteta je 45 MW, a planirana godišnja proizvodnja je 161 GWh. Gradnja objekta vrijedna 261 milijun eura počela je ožujka 2014. godine. Za potrebe hidroelektrane planira se napraviti akumulacijsko jezero. Zbog toga će dio područja naći se pod vodom, uključujući i protutenkovski rovovi iz Drugoga svjetskog rata. S obzirom na sumnje na masovna smaknuća politički nepodobnih na tom području, poduzeta su 25. kolovoza 2020. forenzička istraživanja. U mjestu Mostecu pronađena je masovna grobnica. Slovensko vladino povjerenstvo za pitanja masovnih egzekucija nakon Drugog svjetskog rata predstavilo je u rezultate 10. rujna 2020. godine. Od 25. kolovoza do 10. rujna 2020. nađeni su posmrtni ostatci barem 139 ljudi. Pretpostavlja se da su većinom strijeljani pripadnici t.zv. poraženih vojska, ali ima i ostataka civila i žena. Konačne brojke znat će se nakon završetka ekshumacije i provedene antropološke analize.

## Stanovništvo
Prema popisu stanovništva iz 2012. godine Brežice su imale 7856 stanovnika.
- Popis poznatih osoba iz Brežica

## Etnički sastav
1991. godina:[nedostaje izvor]
- Slovenci: 5149 (75,2%)
- Hrvati: 654 (9,5%)
- Srbi: 343 (5%)
- Jugoslaveni: 144 (2,1%)
- Muslimani: 83 (1,2%)
- Makedonci: 58
- Albanci: 44
- Crnogorci: 25
- Mađari: 10
- ostali: 23
- nepoznato: 240 (3,5%)
- neopredeljeni: 66
- regionalno opredijeljeni: 17

## Vanjske poveznice
- Općina Brežice
- Satelitska snimka grada  Arhivirana inačica izvorne stranice od 29. srpnja 2017. (Wayback Machine)